# Жатај
Жатај (рус. Жатай, јакут. Сатай, Һатай) град је у Русији и један од два градска округа у Јакутији. 
Жатај се налази на левој обали реке Лене, 15 км низводно од Јакутска. Не зна се тачан датум оснивања града. По последњем попису (2010), град је бројао 9.504 људи.

## Становништво
| 1959. | 1970. | 1979. | 1989. | 2002. | 2010. |
| ----- | ----- | ----- | ----- | ----- | ----- |
| 4.456 | 5.524 | 7.073 | 8.152 | 8.405 | 9.504 |